# MV William Carson
Le MV William Carson était un traversier brise-glace de la CN Marine (en), lancé en 1955. Il reliait la Nouvelle-Écosse (North Sydney)  à Terre-Neuve-et-Labrador, Vers les années 1976, il reliait Terre-Neuve et le Labrador. Après une carrière maritime de 22 ans, il sombre à la suite d'une importante voie d'eau, le 2 juin 1977.

## Histoire

### Conception et construction
Le William Carson est nommé en l'honneur du médecin, homme d'affaires et homme politique terre-neuvien William Carson. Il est construit aux chantiers navals Canadian Vickers à Montréal et à sa complétion, mesurait 107 m de long, et pouvait transporter 262 passagers et 58 voitures.

### Lancement
Le William Carson est lancé le 26 novembre 1953, et il était alors le plus grand navire de la CN Marine. Il est commissionné en août 1955.

### Service actif
Originellement, le navire était affecté à la liaison entre North Sydney, en Nouvelle-Écosse, au village terre-neuvien d'Argentia, près de Placentia. En 1958, il ne relie plus Argentia, mais Port-aux-Basques, où un quai assez grand a été construit pour l'amarrer.
En 1976, son trajet est changé pour faire la liaison entre les villages terre-neuviens de Lewisporte et de Happy Valley-Goose Bay, qui deviendra le dernier parcours assigné au navire.

### Naufrage
Pendant la nuit du 2 juin 1977, le William Carson effectue le trajet habituel à destination de Goose Bay en passant par St. Anthony. Vers 21:00, la salle des machines constate une importante voie d'eau à l'avant du navire. À 21:40, le capitaine Norman L. Hinks annonce aux passagers qu'il doivent abandonner le navire. Selon toute vraisemblance, le  William Carson avait heurté un bergy bit qui aurait causé la voie d'eau.  Le navire se trouvait alors à environ 12 NM du port de pêche labradorien de Battle Harbour. Même si sa coque était censée résister les impacts glaciers, il finit par couler dans la matinée de la journée suivante. Tous les 129 passagers et 29 membres d'équipage sont secourus en trois heures. Des bateaux de la Garde côtière canadienne et des aéronefs de l'aviation royale canadienne ont pu évacuer tous les occupants du navire sur la terre ferme.
Des articles de presse ont plus tard suggéré que l'erreur humaine a été la cause du naufrage. Des travaux en cale sèche en décembre 1976 ont probablement été la cause du naufrage de 1977. Il a aussi été démontré qu'il n'y avait pas pu y avoir de icebergs la nuit du naufrage, et que même s'il y en avait eu, les passagers et l'équipage auraient ressenti l'impact. Les principales théories pointent vers une plaque de renforcement de la proue, qui aurait été enlevée pendant les travaux de 1976, et qui aurait été partiellement soudée puis peinte.  En pénétrant dans la glace, les chocs répétés sur cette plaque d'acier aurait fait en sorte que la plaque se serait détachée.
Une stèle commémorative a été placée près du lieu du naufrage.